# Mortalidad neonatal
La mortalidad de recién nacidos o mortalitad neonatal hace referencia a la mortalidad de los nacidos antes de alcanzar los 28 días de edad.

## Tasa de mortalidad neonatal o de recién nacidos
La tasa de mortalidad neonatal  o tasa de mortalidad de recién nacidos es el número de recién nacidos que mueren antes de alcanzar los 28 días de edad, por cada 1000 nacidos vivos en un año determinado.
La tasa de mortalidad neonatal se incrementa en un 50% en el caso de embarazos de adolescentes.

## Mortalidad intrauterina e infantil - terminología

Tasas de mortalidad infantil en el mundo en 2008 Las tasas de mortalidad infantil en los distintos países se han reducido en los últimos decenios y han sido una de las claves para el aumento de la esperanza de vida y la eficiencia reproductiva. Mortalidad intrauterina e infantil:* Aborto - Hasta las 28 semanas de embarazo.
- Muerte fetal - cuando la edad gestacional es superior a 20 semanas -mortinato-.
- Muerte perinatal - desde las 28 semanas de embarazo hasta la primera semana de vida -7 días-.
- Mortalidad neonatal o de recién nacidos - desde el nacimiento a los 28 días.
- Mortalidad infantil - Durante el primer año de vida.

Según la duración del embarazo y el momento de la muerte la mortalidad se denomina:
- Aborto (aborto inducido con medicamentos, quirúgico, terapéutico y espontáneo) - Hasta las 28 semanas de embarazo.
- Muerte fetal - cuando la edad gestacional es superior a 22 semanas -mortinato-.
- Muerte perinatal -  desde las 28 semanas de embarazo hasta la primera semana de vida -7 días-.[5]
- 'Mortalidad neonatal' o de recién nacidos - desde el nacimiento a los 28 días.
- Mortalidad infantil - Durante el primer año de vida, es el indicador demográfico que señala el número de defunciones de niños en una población de cada mil nacimientos vivos registrados, durante el primer año de su vida.[1]